# Małżeństwo osób tej samej płci w Nepalu
Małżeństwa osób tej samej płci w Nepalu są legalne od 27 kwietnia 2024 roku.

## Historia
17 listopada 2008 Sąd Najwyższy Nepalu wydał orzeczenie gwarantujące osobom LGBT i wszystkim mniejszościom genderowym, że w świetle prawa będą definiowane jako "osoby naturalne", co zawiera prawo do zawarcia małżeństwa. "To ogromnie ważna decyzja dla mniejszości seksualnych i przyjmujemy ją z zadowoleniem" - powiedział Sunil Babu Pant, pierwszy otwarcie przyznający się do homoseksualizmu członek nepalskiego parlamentu i czołowy gejowski aktywista południowej Azji. Sąd zgłosił się z prośbą do rządu o utworzenie komitetu w celu zbadania praw dotyczących partnerstwa jednopłciowego w innych krajach i dodał, by nowe prawo nie dyskryminowało mniejszości seksualnych, w tym transwestytów i osób transseksualnych.
22 marca 2009 Pant powiedział w wywiadzie dla indyjskiej agencji, że "Chociaż sąd zaaprobował małżeństwa jednopłciowe, rząd musi jeszcze uchwalić to prawo", zaznaczając, że pomimo aprobaty Sądu Najwyższego, ustawa musi jeszcze zostać napisana i przegłosowana, by weszła w życie. W czerwcu 2009 Pant oświadczył, że proces ten właśnie się rozpoczął. "Nepal przechodzi właśnie transformację i wszystko wydaje się postępować powoli. Utworzono siedmioosobowy komitet, który właśnie zaczął badania nad ustawami o małżeństwach osób tej samej płci w innych państwach. Miejmy nadzieję, że sporządzi projekt ustawy już wkrótce i przekaże go rządowi, by ten go zatwierdził".
Kilka źródeł podaje, że małżeństwa osób tej samej płci oraz ochrona mniejszości seksualnych będą zawarte w nepalskiej konstytucji, nad którą właśnie trwają prace.
W Nepalu obowiązuje obecnie prowizoryczna konstytucja. Owa konstytucja uwzględnia zgromadzenie ustawodawcze zobowiązane do napisania stałej konstytucji. Zgromadzenie jest obecnie w trakcie przygotowywania jej pierwszego projektu. Zgodnie z treścią prowizorycznej konstytucji, nowa konstytucja miała zostać ogłoszona 30 listopada 2011, ale zaraz przed tym terminem odroczono publikację o sześć miesięcy, wyznaczając datę 27 maja 2012.
W dniu 28 czerwca 2023 r. sędzia Sądu Najwyższego Til Prasad Shrestha nakazał rządowi ustanowienie „oddzielnego rejestru” dla „mniejszości seksualnych i nietradycyjnych par” oraz „tymczasową rejestrację [ich małżeństw]”. Pomimo dyrektywy, sąd rejonowy w Katmandu odrzucił wniosek pary tej samej płci o zawarcie małżeństwa w dniu 13 lipca 2023 roku. W ostatnim tygodniu listopada 2023 r. para została poinformowana przez Ministerstwo Spraw Wewnętrznych, że ich małżeństwo zostanie zarejestrowane. Z powodzeniem zarejestrowali swoje małżeństwo 29 listopada 2023 r. w Dordi, a następnie dwie inne pary w ciągu następnych miesięcy. W dniu 27 kwietnia 2024 r. Ministerstwo Spraw Wewnętrznych wydało cyrkularz do wszystkich lokalnych organów rejestracyjnych, instruując je, aby rejestrowały małżeństwa osób tej samej płci.